# Universidade do Estado de Minas Gerais
A Universidade do Estado de Minas Gerais (UEMG) é uma instituição de ensino superior pública estadual brasileira, sediada na cidade de Belo Horizonte, no estado de Minas Gerais. Considerada a 3ª maior universidade pública do estado de Minas Gerais, atrás apenas da Universidade Federal de Minas Gerais (UFMG) e da Universidade Federal de Uberlândia (UFU).
A UEMG possui vários campi educacionais, que oferecem vários cursos de graduação e pós-graduação, distribuídos em 22 unidades, localizadas em 19 cidades mineiras. A sede administrativa está localizada na Cidade Administrativa de Minas Gerais.
No âmbito do ensino superior, a Universidade planeja a promoção dos cursos de mestrado e a oferta de outros (em nível de graduação e atualização) pelo método de ensino a distância (EaD). A UEMG tem uma forte vocação para a educação na área de meio ambiente. É intuito do estado expandir e oferecer, a outros estados brasileiros, aos países da América Latina e aos países de língua portuguesa, uma ferramenta para a recuperação de áreas degradadas e educação ambiental, com o apoio e acompanhamento da UEMG.

## História
A UEMG foi criada pelo com o advento da Constituição do Estado de Minas Gerais de 1989, que proporcionou às fundações educacionais de ensino superior instituídas pelo Estado de Minas Gerais ou com sua colaboração a optarem por serem absorvidas como unidades da UEMG.
A UEMG foi criada pelo artigo 81 das Disposições Transitórias da Constituição do Estado de Minas Gerais em 1989, como entidade publica, sob a forma de Autarquia, com Reitoria na Capital e Unidades localizadas nas diversas regiões de Minas Gerais. O § 1º do artigo 82 da Constituição Estadual facultou às fundações educacionais de Ensino Superior instituídas pelo Estado, optar por serem absorvidas como Unidades da UEMG. Este procedimento foi praticado a princípio por nove instituições sediadas nas cidades de Campanha, Carangola, Diamantina, Divinópolis, Ituiutaba, Lavras, Passos, Patos de Minas e Varginha, se tornando instituições associadas.

### Instituições formadoras
Instituições privadas criadas com a participação do Estado de Minas Gerais: 
- Fundação Faculdade de Filosofia, Ciências e Letras de Carangola
- Fundação Educacional do Vale do Jequitinhonha, sediada em Diamantina
- Fundação de Ensino Superior de Passos
- Fundação Educacional de Lavras (FELA)
- Fundação de Ensino e Pesquisa do Sul de Minas, sediada em Varginha
- Fundação Educacional de Divinópolis
- Fundação Educacional de Patos de Minas
- Fundação Educacional de Ituiutaba
- Fundação Cultural Campanha da Princesa, sediada em Campanha

Ainda foram incorporadas à UEMG as seguintes instituições públicas estaduais:
- Fundação Mineira de Arte Aleijadinho (FUMA)
- Fundação Escola Guignard
- Instituto de Educação
- Serviço de Orientação e Seleção Profissional (SOSP)

### De agregadas à associadas
Em 2005 foi dada a opção às instituições agregadas se tornarem associadas. Nessa época, optaram por manter sua autonomia em relação à UEMG, a Fundação Educacional de Lavras, a Fundação Educacional de Patos de Minas, a Fundação de Ensino e Pesquisa do Sul de Minas, fundações mantenedoras da UNILAVRAS, UNIPAM e UNIS, respectivamente.[carece de fontes?]
As instituições que se tornaram associadas em 2005 foram incorporadas à UEMG, entre 2013 e 2014, se tornando as Unidades Campanha, Carangola, Diamantina, Divinópolis, Ituiutaba e Passos.

### Expansão
Em 26 de julho de 2013, foi publicada a Lei Estadual 20807, assinada pelo Governador Antonio Anastasia, que dispõe sobre a absorção das fundações educacionais de ensino superior associadas à Uemg, com sua incorporação integral e definitiva, mediante o repasse de todos os seus direitos e obrigações. Foi ainda constituída uma comissão interinstitucional para acompanhar o processo de absorção, contando com a participação da Assembleia Legislativa de Minas Gerais, dos sindicatos de professores da Uemg e do Estado, da União Estadual dos Estudantes e das Fundações absorvidas.
Desde o fim de 2013, as instituições associadas à UEMG, além dos cursos superiores mantidos pela Fundação Helena Antipoff, em Ibirité, foram absorvidas pela UEMG como unidades.
- Faculdades Integradas Paiva de Vilhena - Campanha (mantidas pela Fundação Cultural Campanha da Princesa)
- Faculdades Vale do Carangola (FAVALE) - Carangola (mantidas pela Fundação Faculdade de Filosofia, Ciências e Letras de Carangola - FAFILE)
- Fundação Educacional Vale do Jequitinhonha (FEVALE) - Diamantina
- Fundação Educacional de Divinópolis (FUNEDI) - Divinópolis
- Fundação Educacional de Ituiutaba (FEIT) - Ituiutaba
- Fundação de Ensino Superior de Passos (FESP) - Passos

Com a nova regra, a Universidade passou a oferecer mais de 112 cursos para atender a quase 15 mil estudantes. Números que substituíram o balanço anterior de 5,6 mil alunos, 32 graduações existentes e corpo docente de 853 professores. Ao fim do processo, a Uemg se tornou uma das maiores universidades do estado, menor apenas que a Universidade Federal de Minas Gerais (UFMG) e a Federal de Uberlândia (UFU). Os alunos regularmente matriculados nas fundações foram automaticamente transferidos para a Uemg, que renegociou possíveis débitos ou pendências financeiras em mensalidades para habilitação à matrícula. A partir da oficialização da absorção, o ensino se tornou público e gratuito.
As Fundações absorvidas passaram por auditoria nos sistemas contábil, financeiro, de pessoal, administrativo e operacional. Ficando sujeita à fiscalização do Estado e a extinção dessas instituições ocorrer por meio de decreto do governo.
Em 2018, a dívida total das Fundações absorvidas, e repassadas à Uemg, era de mais de R$ 100 milhões. Foi discutido, na ALMG, um novo projeto de lei para a transferência e pagamento deste passivo pelo Governo do Estado, que seria necessário para concluir a transição e permitir a extinção da personalidade jurídica das fundações. Segundo gestores da Universidade, a medida não traria prejuízos, uma vez que a dívida a ser paga, de aproximadamente R$ 100 milhões, é inferior patrimônio transferido da das instituições, avaliado em R$ 150 milhões. O projeto foi aprovado no Plenário da ALMG, no final de 2018, sem votos contrários.

### Seleção
No dia 23 de Novembro de 2021, a UEMG anunciou a retomada do vestibular próprio, contudo ainda reserva 25% das vagas para o ingresso pelo SISU. (Segundo a Resolução CONUN nº 524/2021)
As formas de ingresso na faculdade são por meio de Vestibular, SISU ou ENEM. E ainda dispõe de obtenções de novo título, reopção e transferência.
Vestibular: Processo Seletivo próprio da UEMG realizado por meio da aplicação de provas objetivas. Para os cursos que exigem habilidades específicas, é aplicada provas de habilidades específicas.
SISU: Sistema de Seleção Unificada que utiliza as notas do ENEM (Exame Nacional do Ensino Médio) para o processo de seleção para as instituições de ensino superior cadastradas no sistema gerenciado pela Secretaria de Ensino Superior do Ministério da Educação.
Enem (Exame nacional do ensino médio): Processo Seletivo próprio utilizado pela UEMG como alternativa ao vestibular tradicional. Para os cursos que exijam provas de habilidades específicas, haverá etapa de seleção complementar.

## Campi
A construção do campus Belo Horizonte no bairro Cidade Nova é aguardada durante muitos anos, porém não se efetivou mesmo tendo sido admitida como prioritária para o governo estadual durante a gestão de 2012. Seu intuito seria trazer maior integração e celeridade em todos os níveis de atuação da Universidade. As edificações ocorreriam em duas áreas situadas uma defronte à outra, em um lote de 100.000 m², e outro de 29.000 m², doados pelo governo estadual.
A implementação do campus foi incluída entre as cinco prioridades do Governo do Estado à época. A Reitoria, a Escola de Música, a Escola Guignard e a Faculdade de Educação serão instaladas no campus e têm juntas cerca de 1800 alunos, o que vai provocar um afluxo de cerca de 5 mil pessoas (entre alunos, professores e funcionários) circulando diariamente pela redondeza.
Os terrenos doados pelo governo do Estado à UEMG estão localizados na Avenida José Cândido da Silveira, na confluência dos bairros União, Santa Inês, Horto e Cidade Nova, destacando-se aqui a proximidade com a Linha Verde, e pelas Avenidas dos Andradas, Silviano Brandão e Rua Gustavo da Silveira. Além disso, por estar localizado a cerca de trezentos metros da Estação do Metrô José Cândido da Silveira, pode-se considerar o Campus como facilmente acessível a toda a população urbana do Município.
Entre as escolas e faculdades da capital mineira que compõem o Campus BH, apenas a Escola de Design não ficará sediada no novo endereço, uma vez que integrará o Circuito Cultural da Praça da Liberdade, cuja mudança está prevista para o final de 2018. As novas instalações não ficaram prontas no tempo previsto, mas desde dezembro de 2018 no local já funciona o Espaço Cultural da Escola de design.

### CampusBelo Horizonte
Em Belo Horizonte há 5 unidades acadêmicas:

#### Escola Guignard
A origem da Escola Guignard, que formou artistas importantes no circuito mineiro, nacional e internacional, remete ao convite feito pelo Prefeito Juscelino Kubitschek, em 1943, a Alberto da Veiga Guignard para dirigir a Escola de Belas Artes. Em 1994, foi inaugurado o prédio que abriga a instituição até hoje. Implantada junto à Serra do Curral, esta obra do arquiteto Gustavo Penna é repleta de simbolismos, reafirmando a tradição cultural de Minas Gerais numa linguagem contemporânea. Classificada pela Revista Projeto como uma das 30 obras arquitetônicas de maior relevância no Brasil.

#### Escola de Design e Escola de Música
A Escola de Design e a Escola de Música, incorporadas à universidade, têm origem comum. No final de 1953, a Sociedade Mineira de Concertos Artísticos, presidida por Clóvis Salgado e a Sociedade Coral de Belo Horizonte, presidida por Carlos Vaz, se associaram para fundar a Universidade Mineira de Arte (UMA), que iniciou suas atividades no ano seguinte com a Escola de Música e, na sequência, criou a Escola de Artes Plásticas e Arquitetura, atual Escola de Design.
A Escola de Design da UEMG é pioneira no ensino de design no Estado, sendo influência nas relações design/sociedade e destaque no cenário nacional e internacional. Busca, desde sua criação, além da formação profissional a nível superior, oferecer cursos de especialização, desenvolver projetos culturais e parcerias com instituições e empresas para construção de uma aprendizagem contínua e aperfeiçoamento profissional. Em 2020, a Escola de Design se instalou no antigo prédio do IPSEMG, localizado na Praça da Liberdade, aproximando a comunidade acadêmica a um dos maiores complexos culturais do país e desenhando novas histórias para as mais diversas áreas do design.
Após a incorporação da Fundação Mineira de Arte Aleijadinho (FUMA) à UEMG, que deu origem ao Campus BH na década de 1990, a Escola de Música (ESMU) seguiu cumprindo seu propósito de desenvolver a produção e a troca de conhecimentos através do ensino da música. Atualmente, a ESMU conta com dois cursos de Licenciatura, sendo eles de Habilitação em Educação Musical Escolar e Habilitação em Instrumento ou Canto, e um de Bacharelado com Habilitação em Instrumento ou Canto, além de quatro cursos de pós-graduação. Na Escola de Música, o ensino de excelência articulado com a pesquisa e a extensão visa elaborar e promover projetos junto à comunidade acadêmica, agregando à formação uma ampla variedade de experiências e possibilidades no meio musical e educacional.

#### Faculdade de Educação

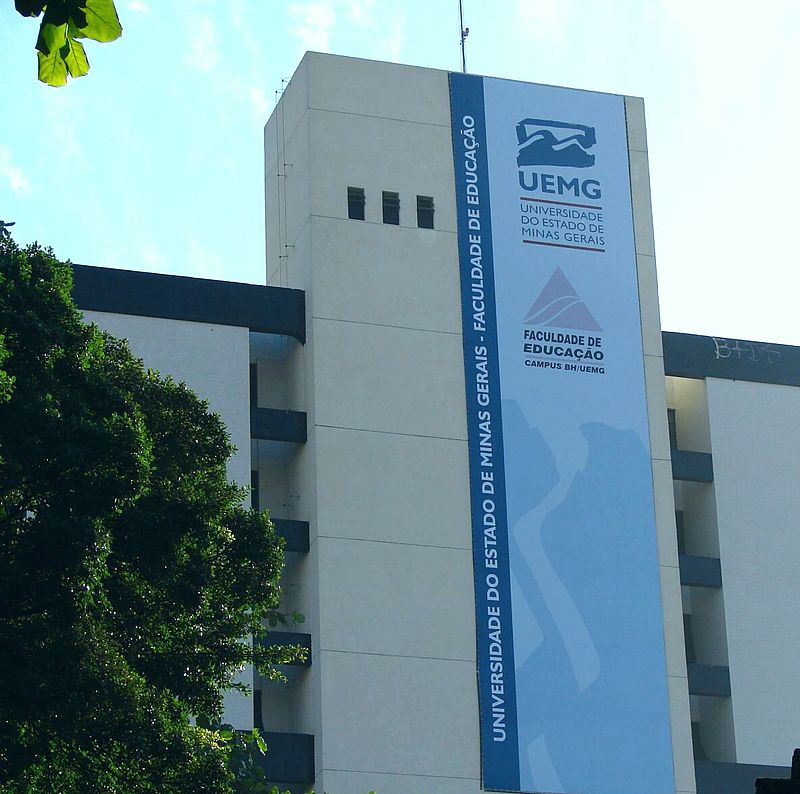
Faculdade de Educação.

A Faculdade de Educação da UEMG (FaE) constituiu-se a partir da incorporação, em 1994, do Curso de Pedagogia do Instituto de Educação de Minas Gerais (IEMG). Fundado em 1906, o IEMG foi o colégio modelo de Belo Horizonte. As reais origens do curso de Pedagogia na educação mineira localizam-se em 1928/29, com a Escola de Aperfeiçoamento, cuja principal finalidade era a de preparar docentes para atuação em Escolas Normais, alcançando, deste modo, também a educação ao nível do então ensino primário. Em 1948 transformou-se no curso de Administração Escolar com a função precípua de preparar profissionais para atuação nas escolas da rede estadual e em órgãos do sistema educacional, como o próprio órgão central e as inspetorias regionais e municipais de ensino.
O funcionamento do Curso de Administração Escolar encontrou também fundamento legal na Lei 4024 de 1961, em seu Art. 59 e Parágrafo Único que possibilitava a existência, nos Institutos de Educação, de cursos de caráter pós-normal, visando a formação de supervisores, administradores, inspetores e orientadores, bem como os professores, das disciplinas pedagógicas do Ensino Normal.
Enfatiza-se ainda a expressiva produção de material didático e pedagógico, como pré-livros, livros didáticos e Programas de Ensino amplamente adotados pelas escolas de todo o estado.
O Curso manteve seu funcionamento até 1969, quando por força da Lei Nº 5540, de 28 de novembro de 1968 teve encerradas suas atividades como formação em nível pós-normal. Essa lei tornou obrigatória, em nível superior, a formação de especialistas para atuarem no então ensino primário. Sob essas circunstâncias foi criado o curso de Pedagogia, com início de funcionamento em 1970. Sua criação se deu pelo Decreto Estadual nº 12.235, de 1º de dezembro de 1969; seu funcionamento foi autorizado pelo Decreto Federal nº 66.855, de 7 de julho de 1970 e foi reconhecido pelo Decreto Federal nº 74.109, de 27 de maio de 1974.
Ao iniciar suas atividades em nível de graduação o curso de Pedagogia manteve o foco no ensino normal e no primário, a partir de então aberto a qualquer concluinte do ensino médio. A habilitação para o magistério foi prevista em nível de licenciatura plena, oferecida após quatro semestres de curso. O aluno obtinha primeiro o registro de especialista de Primeiro Grau, em nível de licenciatura curta.
Muitos dos esforços iniciais se centraram na busca da consolidação do curso como graduação e pelo seu reconhecimento em âmbito federal, conforme exigências da época. A seguir, os esforços se voltaram para a autorização de novas habilitações em nível de Segundo Grau. Pelo Parecer do Conselho Federal de Educação Nº 4374, de 1975, passaram a funcionar a cada ano, no curso, novas turmas, nas novas habilitações: Administração da Escola de 2º Grau, Supervisão da Escola de 2º Grau, Inspeção da Escola de 1º e 2º Graus, Orientação Educacional.
A FaE deverá ganhar um novo prédio para o seu funcionamento, criando assim melhor estrutura para receber seus alunos, antigamente estava localizada na Rua Paraíba, nº 29, bairro Funcionários, mas em 2021 mudou-se para o novo prédio localizado na Avenida Prudente de Morais, nº 444, no bairro Cidade Jardim. Em 2018, 869 alunos estavam matriculados na faculdade.
O curso de Pedagogia da instituição foi apontado como um dos melhores do Brasil pelo Guia do Estudante.
Em 2005, a Faculdade foi premiada pelo MEC, durante a abertura do 7º Encontro Nacional de Educação de Jovens e Adultos (Eneja), realizado em Brasília, com a Medalha Paulo Freire, pelo projeto "Educação, Campo e Consciência Cidadã", desenvolvido em parceria com a Universidade Federal de Viçosa (UFV), o Instituto Nacional de Colonização e Reforma Agrária (Incra), a Federação dos Trabalhadores da Agricultura em Minas Gerais (Fetaemg) e o Movimento dos Sem Terra (MST).

#### Faculdade de Políticas Públicas
A Faculdade de Políticas Públicas "Tancredo Neves" (FaPP) foi criada pela Resolução do Conselho Universitário da Uemg nº 78/2005, de 10 de setembro de 2005, que autorizou o funcionamento do Curso Tecnológico em Gestão de Finanças Públicas e Auditoria Governamental, em parceria com a Auditoria Geral do Estado de Minas Gerais.
A Faculdade está localizada no bairro São Pedro, na Zona Sul de BH.
Tem foco no desenvolvimento de projetos de interesse comum e na oferta de cursos que correspondam às reais necessidades da administração pública. Em 2018, possuía 249 alunos matriculados, oferecendo cursos tecnológicos em Gestão de Recursos Humanos, Gestão Pública e Processos Gerenciais, além do curso de Administração Pública à distância (EaD). Também conta com cursos de pós-graduação lato sensu em Gestão Pública (presencial e EaD) e mestrado profissional stricto sensu em Segurança Pública e Cidadania.

### CampiInterior de Minas Gerais

#### Unidade Frutal
A Unidade de Frutal funciona desde 2004 (estadualizado em meados de 2007) e possui sete cursos de graduação: Administração, Agronomia, Comunicação Social (Jornalismo e Publicidade e Propaganda), Direito, Geografia, Sistemas de Informação, Tecnologia em Processos Sucroalcooleiros e Tecnologia em Alimentos. Tem como linha de pesquisas Redes de Computadores e Redes Wireless, Microbiologia Aplicada e Estudos Linguísticos e Mediáticos.

#### Unidade Passos
A Fundação de Ensino Superior de Passos (FESP) é uma instituição de ensino superior instituída em 10 de setembro de 1973, cujo estatuto foi aprovado em 20 de fevereiro de 1975. Em abril de 1990 a FESP passou a integrar a UEMG, oferecendo cursos de graduação, pós graduação lato sensu e pós graduação stricto sensu, com pesquisa e extensão nas áreas de saúde, exatas e humanas. Em 2015, atendendo a um desejo da população local, se deu um importante marco na história da Unidade Passos, com a criação do curso de medicina.